# Сульфид палладия(I)
Сульфид палладия(I) — неорганическое соединение, 
соль металла палладия и сероводородной кислоты с формулой Pd2S,
серо-зелёные кристаллы,
не растворяется в воде.

## Получение
- Нагревание дихлордиамминпалладия с серой:

{\displaystyle {\mathsf {2[Pd(NH_{3})_{2}]Cl_{2}+5S\ {\xrightarrow {1065^{o}C}}\ Pd_{2}S+4NH_{3}+2S_{2}Cl_{2}}}}

## Физические свойства
Сульфид палладия(I) образует серо-зелёные кристаллы.
Не растворяется в воде и кислотах.